# Селе (Равне на Корошкем)
Селе (словен. Sele) је насељено место у општини Равне на Корошкем, Корушка регија, Словенија. Они су део насеља Селе које је административним границама подељено на два насеља: Селе (Словењ Градец) и Селе (Равне на Корошкем).

## Историја
До територијалне реорганизације у Словенији био су у саставу старе општине Равне на Корошкем.

## Становништво
У попису становништва из 2011. године, Селе није имао становника.
| Број становника према пописима | Број становника према пописима | Број становника према пописима |
| ------------------------------ | ------------------------------ | ------------------------------ |
| 1991                           | 2002                           | 2011                           |
| 4                              | З                              | 0                              |

- Ознака З представља заштићене податке